# DM i håndbold 2009-10 (mænd)
Danmarksmesterskabet i håndbold for mænd 2009–10 var det 74. Danmarksmesterskab i håndbold for mænd afholdt af Dansk Håndbold. Mesterskabet blev vundet af AaB Håndbold, som i en dramatisk finaleserie besejrede KIF Kolding efter tre kampe, hvor den sidste blev afgjort på straffekastkonkurrence, og holdet sikrede sig dermed sin første DM-titel. Bronzemedaljerne gik til Bjerringbro-Silkeborg, som i brozekampene sejrede over FIF. GOG Svendborg TGI rykkede ned, da de gik i betalingsstandsning og blev tvangsnedrykket.

## Jack & Jones Ligaen

### Grundspil
I grundspillet spillede 14 hold en dobbeltturnering alle-mod-alle. Undervejs gik GOG Svendborg TGI imidlertid konkurs, og holdet blev trukket ud af turneringen. De otte bedst placerede hold gik videre til medaljeslutspillet. Holdene, der sluttede på 9.- til 13.-pladsen måtte spille kvalifikation til den efterfølgende sæson af HåndboldLigaen, mens nr. 14 rykkede (GOG Svendborg TGI) direkte ned i 1. division.
| Nr | Hold                     | K  | V  | U | T  | Mf  |   | Mi  | +/-  | P                                          |
| -- | ------------------------ | -- | -- | - | -- | --- | - | --- | ---- | ------------------------------------------ |
| 1  | Bjerringbro-Silkeborg    | 24 | 23 | 0 | 1  | 769 | – | 644 | +125 | 46Medaljeslutspil                          |
| 2  | FC København Håndbold    | 24 | 19 | 1 | 4  | 794 | – | 658 | +136 | 39Medaljeslutspil                          |
| 3  | AaB Håndbold             | 24 | 17 | 2 | 5  | 803 | – | 687 | +116 | 36Medaljeslutspil                          |
| 4  | KIF Kolding              | 24 | 16 | 2 | 6  | 745 | – | 685 | +60  | 34Medaljeslutspil                          |
| 5  | Nordsjælland Håndbold    | 24 | 16 | 0 | 8  | 716 | – | 662 | +54  | 32Medaljeslutspil                          |
| 6  | Skjern Håndbold          | 24 | 13 | 1 | 10 | 645 | – | 618 | +27  | 27Medaljeslutspil                          |
| 7  | Viborg HK                | 24 | 11 | 0 | 13 | 679 | – | 684 | −5   | 22Medaljeslutspil                          |
| 8  | Team Tvis Holstebro      | 24 | 9  | 3 | 12 | 634 | – | 655 | −21  | 21Medaljeslutspil                          |
| 9  | Mors-Thy Håndbold        | 24 | 9  | 1 | 14 | 656 | – | 718 | −62  | 19Kvalifikation til HåndboldLigaen 2010-11 |
| 10 | Århus Håndbold           | 24 | 6  | 1 | 17 | 640 | – | 712 | −72  | 13Kvalifikation til HåndboldLigaen 2010-11 |
| 11 | Fredericia HK            | 24 | 4  | 1 | 19 | 599 | – | 715 | −116 | 9Kvalifikation til HåndboldLigaen 2010-11  |
| 12 | Lemvig-Thyborøn Håndbold | 24 | 3  | 2 | 19 | 593 | – | 702 | −109 | 8Kvalifikation til HåndboldLigaen 2010-11  |
| 13 | TMS Ringsted             | 24 | 2  | 2 | 20 | 609 | – | 742 | −133 | 6Kvalifikation til HåndboldLigaen 2010-11  |
| 14 | GOG Svendborg TGI        | 0  | 0  | 0 | 0  | 0   | – | 0   | 0    | 0Gik konkurs                               |

 K: Kampe spillet, V: Vundne kampe, U: Uafgjorte kampe, T: Tabte kampe, Mf: Mål for, Mi: Mål imod, +/-: Måldifference, P: Point

 

### Slutspil
De otte bedste hold fra grundspillet spillede i medaljeslutspillet. Holdene blev inddelt i to grupper med fire hold, der begge spillede en dobbeltturnering alle-mod-alle. Holdene, der sluttede på første- eller andenpladsen i grundspillet, startede slutspillet med 2 point, mens holdene der sluttede på tredje- eller fjerdepladsen, startede med 1 point. Vinderne af de to gruppe kvalificerede sig til DM-finalen, mens de to toere gik videre til bronzekampen. Begge finalekampe blev spillet bedst af tre kampe.

#### Gruppe A
| Nr | Hold                  | K | V | U | T | Mf  |   | Mi  | +/- | P            |
| -- | --------------------- | - | - | - | - | --- | - | --- | --- | ------------ |
| 1  | KIF Kolding           | 6 | 5 | 0 | 1 | 169 | – | 155 | +14 | 11Finale     |
| 2  | Bjerringbro-Silkeborg | 6 | 4 | 0 | 2 | 182 | – | 153 | +29 | 10Bronzekamp |
| 3  | Nordsjælland Håndbold | 6 | 3 | 0 | 3 | 150 | – | 148 | +2  | 6            |
| 4  | Team Tvis Holstebro   | 6 | 0 | 0 | 6 | 131 | – | 176 | −45 | 0            |

 K: Kampe spillet, V: Vundne kampe, U: Uafgjorte kampe, T: Tabte kampe, Mf: Mål for, Mi: Mål imod, +/-: Måldifference, P: Point

 

#### Gruppe B
| Nr | Hold                  | K | V | U | T | Mf  |   | Mi  | +/- | P            |
| -- | --------------------- | - | - | - | - | --- | - | --- | --- | ------------ |
| 1  | AaB Håndbold          | 6 | 5 | 0 | 1 | 184 | – | 157 | +27 | 11Finale     |
| 2  | FC København Håndbold | 6 | 4 | 0 | 2 | 186 | – | 167 | +19 | 10Bronzekamp |
| 3  | Viborg HK             | 6 | 2 | 0 | 4 | 157 | – | 187 | −30 | 4            |
| 4  | Skjern Håndbold       | 6 | 1 | 0 | 5 | 154 | – | 170 | −16 | 2            |

 K: Kampe spillet, V: Vundne kampe, U: Uafgjorte kampe, T: Tabte kampe, Mf: Mål for, Mi: Mål imod, +/-: Måldifference, P: Point

 

#### Bronzekamp
| Dato  | Tid   | Hold                                 | Res.  | Pause | Spillested                         |
| ----- | ----- | ------------------------------------ | ----- | ----- | ---------------------------------- |
| 16.5. | 19:30 | Bjerringbro-Silkeborg – FC København | 30–27 | 13-15 | Silkeborghallerne, Silkeborg       |
| 20.5. | 20:15 | FC København – Bjerringbro-Silkeborg | 27–30 | 12-18 | Frederiksberghallen, Frederiksberg |

#### Finale
| Dato  | Tid   | Hold                       | Res.  | Pause | Spillested              |
| ----- | ----- | -------------------------- | ----- | ----- | ----------------------- |
| 15.5. | 16:15 | AaB Håndbold – KIF Kolding | 25–24 | 10-12 | Gigantium, Aalborg      |
| 22.5. | 16:15 | KIF Kolding – AaB Håndbold | 34–26 | 17-14 | Kolding hallen, Kolding |
| 29.5. | 16:00 | AaB Håndbold – KIF Kolding | 33–32 | 14-14 | Gigantium, Aalborg      |